# Vlag van Nijeveen

Vlag van Nijeveen
(tot 1998)

De vlag van Nijeveen werd op 8 november 1963 bij raadsbesluit vastgesteld als de gemeentelijke vlag van de Drentse gemeente Nijeveen. De vlag is als volgt beschreven:
De lengte verhoudt zich tot de hoogte der vlag als 3:2. De vlag is wit en zwart geblokt in drie horizontale rijen van negen blokken en omrand door een rode zoom ter breedte van drie twintigste deel van de hoogte der vlag, welke zoom is beladen met tien, op onderling gelijke afstanden geplaatste penningen, op de boven- en onderrand telkens vier en op elk der zijranden een.
De vlag vertoont hetzelfde beeld als het gemeentewapen.
In 1998 ging Nijeveen op in de gemeente Meppel. Hierdoor kwam de gemeentevlag te vervallen.

## Verwant symbool

Wapen van Nijeveen

Anloo 
· Beilen 
· Borger 
· Dalen 
· Diever 
· Dwingeloo 
· Eelde 
· Gasselte 
· Gieten 
· Havelte 
· Nijeveen 
· Norg 
· Odoorn 
· Oosterhesselen 
· Peize 
· Roden 
· Rolde 
· Ruinen 
· Ruinerwold 
· Schoonebeek 
· Sleen 
· Smilde 
· Vledder 
· Vries 
· Westerbork 
· de Wijk 
· Zuidlaren 
· Zuidwolde 
· Zweeloo
1. ↑  Beeldbank Historische Vereniging Nijeveen